# Peleteria filipalpis
Peleteria filipalpis là một loài ruồi trong họ Tachinidae.